# Tarphius stagosus
Tarphius stagosus là một loài bọ cánh cứng trong họ Zopheridae. Loài này được Gillerfors & Oromí miêu tả khoa học năm 1991.